# Brynjulf Bergslien

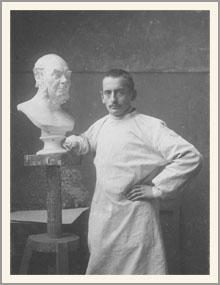
Brynjulf Bergslien

Brynjulf (Brunjulf) Larsen Bergslien (Voss, Hordaland; 12 de noviembre de 1830-Oslo, 18 de septiembre de 1898) fue un escultor noruego. Fue hermano del pintor Knut Bergslien y tío de Nils Bergslien, y maestro de Wilhelm Rasmussen y Gustav Vigeland, dos de los más prominentes escultores noruegos.

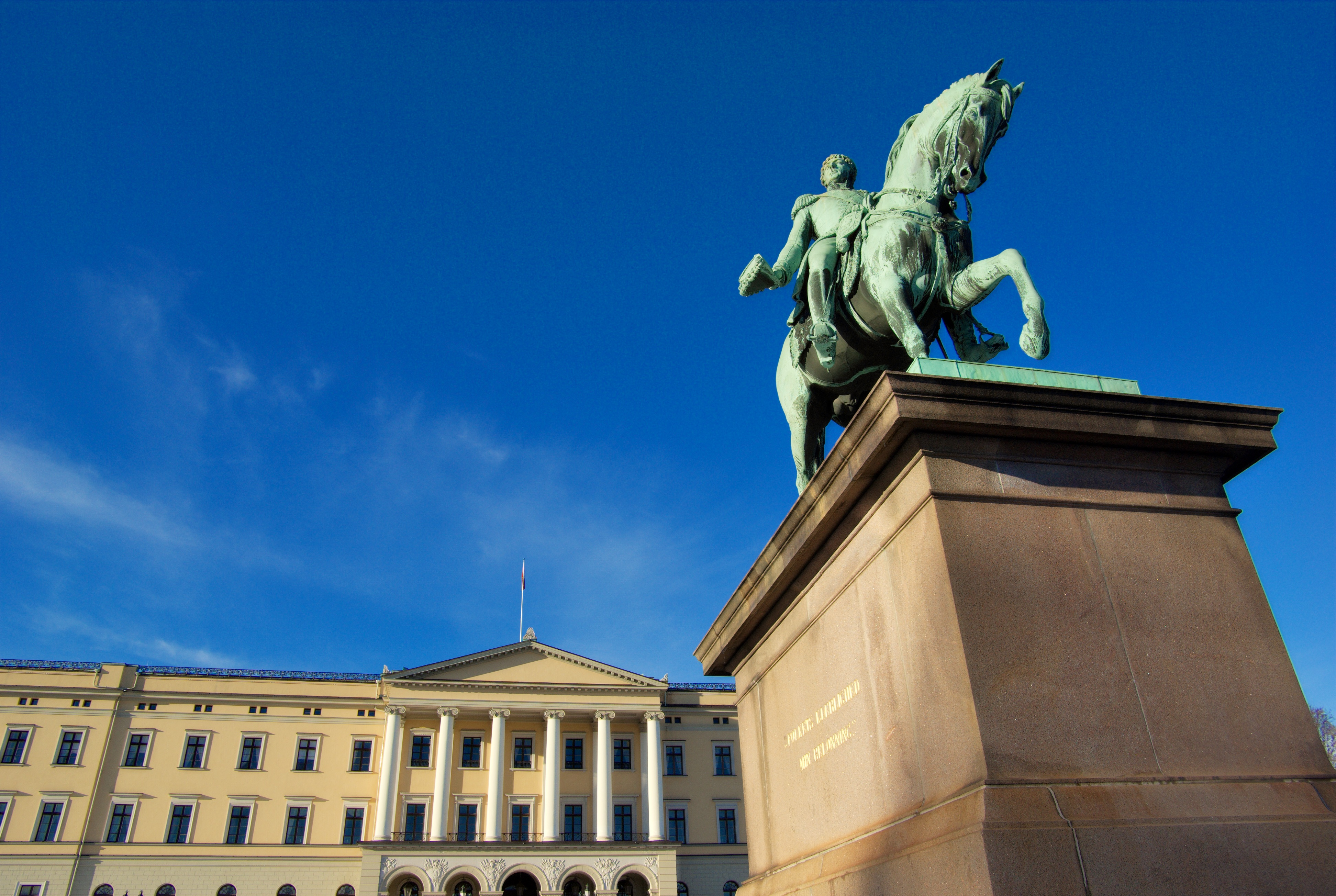
Estatua del rey Carlos Juan, en la Plaza del Palacio, en Oslo

Realizó sus estudios artísticos con Jens Adolf Jerichau y Herman Wilhelm Bissen en Copenhague (Dinamarca), tras lo cual se mudó en 1861 a Cristianía (Oslo). En esta última ciudad, residió durante casi toda su vida, excepto en 1864, cuando residió en Roma.
Su primera obra importante fue la Estatua ecuestre de Carlos Juan, rey de Suecia y Noruega, que se sitúa frente al Palacio Real de Oslo. Esa se convirtió en su obra más conocida. También realizó varias esculturas en memoria a noruegos destacados, sobre todo en la capital del país, como las del patriota y poeta Henrik Wergeland y del escritor Peter Christen Asbjørnsen.
Sus restos mortales reposan en el Cementerio del Salvador de Oslo.